# Najas graminea
Najas graminea  — вид трав'янистих рослин з родини водокрасових (Hydrocharitaceae), поширений у Африці, Азії, Австралії.

## Опис
Стебло довжиною до 35–40 см і до 0.7 мм товщиною. Листки лінійні, 10–40 × 0.5–1 мм, гострі; з 2–3 зубчиками на верхівці й ≈ 30 і більше дрібних зубчиків на кожному краю. Плоди довгасто-еліпсоїдні до субциліндричних, довжиною 1.75–2.25 мм. Рослини однодомні; квітки одиночні, а іноді 2 або 3 разом. Тичинкові квітки в дистальних пазухах, 2–3 мм. Маточкові квітки від дистальних до проксимальних, до 3.5 мм.

## Поширення
Поширений у Африці, південній частині Азії від Туреччини до Японії, Австралії; натуралізований у південній Європі (Іспанія, Італія, Болгарія, Крим) й Каліфорнії (США).
Ця водна рослина росте в ставках, річках, струмках, озерах і рисових полях, як правило, в нерухомих або повільних водах.